# Liste der Länderspiele der südsudanesischen Fußballnationalmannschaft

Logo der South Sudan Football Association (SSFA)

Das Logo der südsudanesischen Fußballnationalmannschaft

Diese Liste enthält alle Spiele der südsudanesischen Fußballnationalmannschaft der Männer, die von der Confédération Africaine de Football als offizielle Länderspiele anerkannt sind. Ur-Länderspiele, Trainingsspiele gegen nach beliebigen Kriterien zusammengesetzte Teams oder Freundschaftsspiele gegen Vereinsmannschaften werden in offiziellen Statistiken nicht berücksichtigt. Widersprechen sich die Angaben der CAF mit denen einer anderen Quelle (siehe Weblinks) oder denen eines anderen Fußballverbandes, wird in einer Fußnote darauf hingewiesen.
Endet ein Spiel nach regulärer Spielzeit oder nach Verlängerung, wird es entsprechend dem Resultat gewertet; im Elfmeterschießen entschiedene Partien zählen im Folgenden als Unentschieden.

## Legende
Dieser Abschnitt dient als Legende für die nachfolgenden Tabellen.
- A = Auswärtsspiel
- H = Heimspiel
- * = Spiel auf neutralem Platz
- WM = Weltmeisterschaft
- n. V. = nach Verlängerung
- i. E. = im Elfmeterschießen
- rote Hintergrundfarbe = Niederlage der südsudanesischen Mannschaft
- grüne Hintergrundfarbe = Sieg der südsudanesischen Mannschaft
- gelbe Hintergrundfarbe = Unentschieden

## Länderspiele

### 2011 bis 2019
| Nr. | Datum                     | Ergebnis            | Gegner           |   | Austragungsort                      | Anlass                                                      | Bemerkung |
| --- | ------------------------- | ------------------- | ---------------- | - | ----------------------------------- | ----------------------------------------------------------- | --- |
| *   | 10. Juli 2011             | 1:3                 | Tusker FC        | H | Juba, Juba-Stadion                  | Freundschaftsspiel                                          | Erstes Länderspiel, inoffizielles Spiel |
| *   | 3. Aug. 2011              | 1:1                 | Villa SC         | H | Juba, Juba-Stadion                  | Freundschaftsspiel                                          | Inoffizielles Spiel |
| 01  | 10. Juli 2012             | 2:2                 | Uganda           | H | Juba, Juba-Stadion                  | Freundschaftsspiel                                          | erstes offizielles Länderspiel erstes Länderspieltor durch Richard Justin erstes Heimspiel erstes Länderspiel gegen Uganda erstes Unentschieden                                                                                                  |
| 02  | 24. Nov. 2012             | 0:1                 | Äthiopien        | * | Kampala, Mandela National Stadium   | CECAFA-Cup-Vorrundenspiel                                   | erstes Länderspiel auf neutralem Platz erstes Länderspiel gegen Äthiopien erstes CECAFA-Cup-Spiel der Nationalmannschaft erste Niederlage |
| 03  | 27. Nov. 2012             | 0:2                 | Kenia            | * | Kampala, Mandela National Stadium   | CECAFA-Cup-Vorrundenspiel                                   | erstes Länderspiel gegen Kenia |
| 04  | 30. Nov. 2012             | 0:4                 | Uganda           | A | Kampala, Mandela National Stadium   | CECAFA-Cup-Vorrundenspiel                                   | erstes Auswärtsspiel |
| 05  | 27. Nov. 2013             | 1:2                 | Sansibar         | * | Nairobi, Nyayo National Stadium     | CECAFA-Cup-Vorrundenspiel                                   | erstes Länderspiel gegen Sansibar |
| 06  | 30. Nov. 2013             | 1:3                 | Kenia            | A | Nairobi, Nyayo National Stadium     | CECAFA-Cup-Vorrundenspiel                                   | |
| 07  | 3. Dez. 2013              | 0:2                 | Äthiopien        | * | Machakos, Kenyatta Stadium          | CECAFA-Cup-Vorrundenspiel                                   | |
| 08  | 5. März 2014              | 0:3                 | Botswana         | A | Gaborone, Botswana National Stadium | Freundschaftsspiel                                          | erstes Länderspiel gegen Botswana |
| 09  | 18. Mai 2014              | 0:5                 | Mosambik         | A | Maputo, Estádio Nacional do Zimpeto | Afrikameisterschaft-Qualifikation                           | erstes Länderspiel gegen Mosambik erstes Afrikameisterschaft-Qualifikationsspiel der Nationalmannschaft höchste Niederlage |
| 10  | 30. Mai 2014              | 0:0                 | Mosambik         | * | Khartum, Khartoum Stadium           | Afrikameisterschaft-Qualifikation                           | |
| 11  | 7. Juni 2015              | 0:2                 | Kenia            | * | Kigali, Stade Amahoro               | Freundschaftsspiel                                          | |
| 12  | 13. Juni 2015             | 0:2                 | Mali             | A | Bamako, Stade du 26 mars            | Afrikameisterschaft-Qualifikation                           | erstes Länderspiel gegen Mali |
| 13  | 4. Sep. 2015              | 1:0                 | Äquatorialguinea | H | Juba, Juba-Stadion                  | Afrikameisterschaft-Qualifikationsspiel                     | erstes Länderspiel gegen Äquatorialguinea erster Sieg |
| 14  | 7. Okt. 2015 8. Okt. 2015 | 1:1                 | Mauretanien      | H | Juba, Juba-Stadion                  | WM-Qualifikation                                            | erstes Länderspiel gegen Mauretanien erstes WM-Qualifikationsspiel der Nationalmannschaft das Spiel wurde am 7. Oktober nach nur zehn Minuten beim Stand von 1:1 aufgrund heftiger Regenfälle angebrochen und am darauffolgenden Tag fortgesetzt |
| 15  | 13. Okt. 2015             | 0:4                 | Mauretanien      | A | Nouakchott, Stade Olympique         | WM-Qualifikation                                            | |
| 16  | 23. Nov. 2015             | 2:0                 | Dschibuti        | N | Bahir Dar, Bahir Dar Stadium        | CECAFA-Cup-Vorrundenspiel                                   | Erstes Länderspiel gegen Dschibuti |
| 17  | 25. Nov. 2015             | 0:0                 | Sudan            | N | Bahir Dar, Bahir Dar Stadium        | CECAFA-Cup-Vorrundenspiel                                   | Erstes Länderspiel gegen Sudan |
| 18  | 23. Nov. 2015             | 2:0                 | Malawi           | N | Bahir Dar, Bahir Dar Stadium        | CECAFA-Cup-Vorrundenspiel                                   | Erstes Länderspiel gegen Malawi |
| 19  | 1. Dez. 2015              | 0:0 n. V. 3:5 i. E. | Sudan            | N | Addis Abeba, Addis Ababa Stadium    | CECAFA-Cup-Vorrundenspiel (Viertelfinale)                   | |
| 20  | 23. März 2016             | 1:2                 | Benin            | H | Juba, Juba-Stadion                  | Afrikameisterschaft-Qualifikationsspiel                     | Erstes Länderspiel gegen Benin |
| 21  | 27. März 2016             | 1:4                 | Benin            | A | Cotonou, Stade de l’Amitié          | Afrikameisterschaft-Qualifikationsspiel                     | |
| 22  | 4. Juni 2016              | 0:3                 | Mali             | H | Juba, Juba-Stadion                  | Afrikameisterschaft-Qualifikationsspiel                     | |
| 23  | 4. Sep. 2016              | 0:4                 | Äquatorialguinea | A | Malabo (GNQ)                        | Afrikameisterschaft-Qualifikationsspiel                     | |
| 24  | 22. März 2017             | 0:2                 | Dschibuti        | A | Dschibuti (DSC)                     | Afrikameisterschaft-Qualifikationsspiel                     | |
| 25  | 28. März 2017             | 6:0                 | Dschibuti        | H | Juba, Juba-Stadion                  | Afrikameisterschaft-Qualifikationsspiel                     | Höchster Sieg |
| 26  | 22. Apr. 2017             | 2:1                 | Somalia          | * | Dschibuti (DSC)                     | Afrikanische Nationenmeisterschaft 2018-Qualifikationsspiel | |
| 27  | 30. Apr. 2017             | 2:0                 | Somalia          | H | Juba, Juba-Stadion                  | Afrikanische Nationenmeisterschaft 2018-Qualifikationsspiel | |
| 28  | 9. Juni 2017              | 0:3                 | Burundi          | A | ?, (BDI)                            | Afrikameisterschaft-Qualifikationsspiel                     | Erstes Länderspiel gegen Burundi |
| 29  | 14. Juli 2017             | 0:0                 | Uganda           | H | Juba, Juba-Stadion                  | Afrikanische Nationenmeisterschaft 2018-Qualifikationsspiel | |
| 30  | 30. Juli 2017             | 1:5                 | Uganda           | A | Kampala (UGA)                       | Afrikanische Nationenmeisterschaft 2018-Qualifikationsspiel | |
| 31  | 9. Sep. 2018              | 0:3                 | Mali             | H | Juba, Juba-Stadion                  | Afrikameisterschaft-Qualifikationsspiel                     | |
| 32  | 12. Okt. 2018             | 0:3                 | Gabun            | A | Libreville, (GAB)                   | Afrikameisterschaft-Qualifikationsspiel                     | Erstes Länderspiel gegen Gabun |
| 33  | 13. Okt. 2018             | 0:1                 | Gabun            | H | Juba, Juba-Stadion                  | Afrikameisterschaft-Qualifikationsspiel                     | |
| 34  | 16. Nov. 2018             | 2:5                 | Burundi          | H | Juba, Juba-Stadion                  | Afrikameisterschaft-Qualifikationsspiel                     | |
| 35  | 22. März 2019             | 0:3                 | Mali             | A | Bamako, (MLI)                       | Afrikameisterschaft-Qualifikationsspiel                     | |
| 36  | 27. Juli 2019             | 0:2                 | Burundi          | A | Bujumbura (BDI)                     | Afrikanische Nationenmeisterschaft 2020-Qualifikationsspiel | |
| 37  | 4. Aug. 2019              | 1:2                 | Burundi          | * | Kampala (UGA)                       | Afrikanische Nationenmeisterschaft 2020-Qualifikationsspiel | |
| 38  | 4. Sep. 2019              | 1:1                 | Äquatorialguinea | * | Omdurman, (SUD)                     | Weltmeisterschaft-Qualifikationsspiel                       | |
| 39  | 9. Sep. 2019              | 0:1                 | Äquatorialguinea | A | Malabo, (ÄQG)                       | Weltmeisterschaft-Qualifikationsspiel                       | |
| 40  | 9. Okt. 2019              | 2:1                 | Seychellen       | * | Omdurman, (SUD)                     | Afrikameisterschaft-Qualifikationsspiel                     | Erstes Länderspiel gegen Seychellen |
| 41  | 13. Okt. 2019             | 1:0                 | Seychellen       | A | Victoria, (SEY)                     | Afrikameisterschaft-Qualifikationsspiel                     | |
| 42  | 11. Nov. 2019             | 0:1                 | Malawi           | A | Blantyre, (MWI)                     | Afrikameisterschaft-Qualifikationsspiel                     | |
| 43  | 19. Nov. 2019             | 1:2                 | Burkina Faso     | * | Khartum, (SUD)                      | Afrikameisterschaft-Qualifikationsspiel                     | Erstes Länderspiel gegen Burkina Faso |

### Seit 2020
| Nr. | Datum         | Ergebnis      | Gegner       |   | Austragungsort     | Anlass                                       | Bemerkung                             |
| --- | ------------- | ------------- | ------------ | - | ------------------ | -------------------------------------------- | ------------------------------------- |
| 44  | 12. Nov. 2020 | 0:1           | Uganda       | A | Entebbe, (UGA)     | Afrikameisterschaft 2022-Qualifikationsspiel |                                       |
| 45  | 17. Nov. 2020 | 1:0           | Uganda       | * | Nairobi, (KEN)     | Afrikameisterschaft 2022-Qualifikationsspiel |                                       |
| 46  | 22. März 2021 | 0:1           | Malawi       | H | Juba, (SSD)        | Afrikameisterschaft 2022-Qualifikationsspiel |                                       |
| 47  | 30. März 2021 | 0:1           | Burkina Faso | A | Ouagadougou, (BFA) | Afrikameisterschaft 2022-Qualifikationsspiel |                                       |
| 48  | 21.06.2021    | 0:3 (Forfeit) | Jordanien    | * | Doha (Katar)       | FIFA-Arabien-Pokal 2021/Qualifikation        | Erstes Länderspiel gegen Jordanien    |
| 49  | 06.10.2021    | 1:1           | Sierra Leone | * | Rabat (Marokko)    | Freundschaftsturnier in Marokko              | Erstes Länderspiel gegen Sierra Leone |
| 50  | 12.10.2021    | 1:2           | Gambia       | * | ?                  | Freundschaftsspiel                           | Erstes Länderspiel gegen Gambia       |
| 51  | 27.01.2022    | 0:3           | Usbekistan   | * | Dubai (ARE)        | Freundschaftsspiel                           | Erstes Länderspiel gegen Usbekistan   |
| 52  | 31.01.2022    | 1:2           | Jordanien    | * | Dubai (ARE)        | Freundschaftsspiel                           |                                       |
|     | 21. März 2022 | :             | Dschibuti    | A | Dschibuti, (DJI)   | Afrikameisterschaft 2023-Qualifikationsspiel |                                       |
|     | 29. März 2022 | :             | Dschibuti    | H | Juba               | Afrikameisterschaft 2023-Qualifikationsspiel |                                       |

## Statistik

### Gegner
| Kontinentalverband                 | Anzahl | Siege | Remis | Nieder- lagen | Torverhältnis | Tordifferenz |
| ---------------------------------- | ------ | ----- | ----- | ------------- | ------------- | ------------ |
| CAF (Afrika)                       | 23     | 3     | 5     | 15            | 12:46         | −34          |
| AFC (Asien)                        | 0      | 0     | 0     | 0             | 0:0           | ±0           |
| OFC (Ozeanien)                     | 0      | 0     | 0     | 0             | 0:0           | ±0           |
| UEFA (Europa)                      | 0      | 0     | 0     | 0             | 0:0           | ±0           |
| CONCACAF (Nord- und Mittelamerika) | 0      | 0     | 0     | 0             | 0:0           | ±0           |
| CONMEBOL (Südamerika)              | 0      | 0     | 0     | 0             | 0:0           | ±0           |
| Gesamt                             | 23     | 3     | 5     | 15            | 12:46         | –34          |

### Anlässe
| Anlass                                                 | Anzahl | Siege | Remis | Nieder- lagen | Torverhältnis | Tordifferenz |
| ------------------------------------------------------ | ------ | ----- | ----- | ------------- | ------------- | ------------ |
| Ost- und Zentralafrikameisterschaftspiele (CECAFA-Cup) | 6      | 0     | 0     | 6             | 2:14          | −12          |
| Afrikameisterschaft-Qualifikationsspiele               | 8      | 1     | 1     | 6             | 3:20          | −17          |
| Freundschaftsspiele                                    | 3      | 0     | 1     | 2             | 2:7           | −5           |
| WM-Qualifikationsspiele                                | 2      | 0     | 1     | 1             | 1:5           | −4           |
| Gesamt                                                 | 19     | 1     | 3     | 15            | 8:46          | –38          |

### Sämtliche Länderspielbilanzen
Die südsudanesische Herren A-Nationalmannschaft weist folgende Bilanzen auf (Stand: 14. Oktober 2015):
Legende:
- rote Hintergrundfarbe = Bilanz negativ (Anzahl der Niederlagen höher als die der Siege)
- grüne Hintergrundfarbe = Bilanz positiv (Anzahl der Siege höher als die der Niederlagen)
- gelbe Hintergrundfarbe = Bilanz ausgeglichen

| Land             | Kontinental- verband     | Art der Spiele                         | Sp. | S | U  | N    | Tor- verhältnis | Tor- differenz | Sämtliche Pflichtspiele                |
| ---------------- | ------------------------ | -------------------------------------- | --- | - | -- | ---- | --------------- | -------------- | -------------------------------------- |
| Äthiopien        | CAF                      | Pflichtspiele                          | 2   | 0 | 0  | 2    | 0:3             | −3             | CECAFA-Cup-Vorrunde 2012, 2013         |
| Äthiopien        | CAF                      | Gesamtbilanz                           | 2   | 0 | 0  | 2    | 0:3             | −3             | CECAFA-Cup-Vorrunde 2012, 2013         |
| Äquatorialguinea | CAF                      | Pflichtspiele                          | 2   | 1 | 0  | 1    | 1:4             | −3             | Afrikameisterschaft-Qualifikation 2017 |
| Äquatorialguinea | CAF                      | Gesamtbilanz                           | 2   | 1 | 0  | 1    | 1:4             | −3             | Afrikameisterschaft-Qualifikation 2017 |
| Benin            | CAF                      | Afrikameisterschaft-Qualifikation 2017 | 2   | 0 | 0  | 2    | 2:6             | −4             |                                        |
| Benin            | CAF                      | Gesamtbilanz                           | 2   | 0 | 0  | 2    | 2:6             | –4             |                                        |
| Botswana         | CAF                      | Freundschaftsspiele                    | 1   | 0 | 0  | 1    | 0:3             | −3             |                                        |
| Botswana         | CAF                      | Gesamtbilanz                           | 1   | 0 | 0  | 1    | 0:3             | –3             |                                        |
| Kenia            | CAF                      | Freundschaftsspiele                    | 1   | 0 | 0  | 1    | 0:2             | −2             | CECAFA-Cup-Vorrunde 2012, 2013         |
| Kenia            | CAF                      | Pflichtspiele                          | 2   | 0 | 0  | 2    | 1:5             | −4             | CECAFA-Cup-Vorrunde 2012, 2013         |
| Kenia            | CAF                      | Gesamtbilanz                           | 3   | 0 | 0  | 3    | 1:7             | −6             | CECAFA-Cup-Vorrunde 2012, 2013         |
| Mali             | CAF                      | Pflichtspiele                          | 2   | 0 | 0  | 2    | 0:5             | −5             | Afrikameisterschaft-Qualifikation 2017 |
| Mali             | CAF                      | Gesamtbilanz                           | 2   | 0 | 0  | 2    | 0:5             | –5             | Afrikameisterschaft-Qualifikation 2017 |
| Mauretanien      | CAF                      | Pflichtspiele                          | 2   | 0 | 1  | 1    | 1:5             | −4             | WM-Qualifikation 2018                  |
| Mauretanien      | CAF                      | Gesamtbilanz                           | 2   | 0 | 1  | 1    | 1:5             | −4             | WM-Qualifikation 2018                  |
| Mosambik         | CAF                      | Pflichtspiele                          | 2   | 0 | 1  | 1    | 0:5             | −5             | Afrikameisterschaft-Qualifikation 2015 |
| Mosambik         | CAF                      | Gesamtbilanz                           | 2   | 0 | 1  | 1    | 0:5             | −5             | Afrikameisterschaft-Qualifikation 2015 |
| Sansibar         | CAF                      | Pflichtspiele                          | 1   | 0 | 0  | 1    | 1:2             | −1             | CECAFA-Cup-Vorrunde 2013               |
| Sansibar         | CAF                      | Gesamtbilanz                           | 1   | 0 | 0  | 1    | 1:2             | −1             | CECAFA-Cup-Vorrunde 2013               |
| Uganda           | CAF                      | Pflichtspiele                          | 1   | 0 | 0  | 1    | 0:4             | −4             | CECAFA-Cup-Vorrunde 2012               |
| Uganda           | CAF                      | Freundschaftsspiele                    | 1   | 0 | 1  | 0    | 2:2             | ±0             | CECAFA-Cup-Vorrunde 2012               |
| Uganda           | CAF                      | Gesamtbilanz                           | 2   | 0 | 1  | 1    | 2:6             | –4             | CECAFA-Cup-Vorrunde 2012               |
| Gesamt           |                          | Alle Pflichtspiele                     | 13  | 1 | 2  | 10   | 4:30            | −26            |                                        |
| Gesamt           | Alle Freundschaftsspiele | 3                                      | 0   | 1 | 2  | 2:7  | −5              |                |                                        |
| Gesamt           | Gesamtbilanz             | 19                                     | 1   | 3 | 15 | 8:46 | –38             |                |                                        |

### Spielorte
| Anlass                     | Anzahl | Siege | Remis | Nieder- lagen | Torverhältnis | Tordifferenz |
| -------------------------- | ------ | ----- | ----- | ------------- | ------------- | ------------ |
| Heimspiele                 | 5      | 1     | 2     | 2             | 5:8           | −3           |
| Auswärtsspiele             | 8      | 0     | 0     | 8             | 2:29          | −27          |
| Spiele auf neutralem Platz | 6      | 0     | 1     | 5             | 1:9           | −8           |
| Gesamt                     | 19     | 1     | 3     | 15            | 8:46          | –34          |

### Austragungsorte von Heimspielen
| Stadt | Spiele | Siege | Remis | Nieder- lagen | Torverhältnis | Tordifferenz | erstes Spiel  | letztes Spiel |
| ----- | ------ | ----- | ----- | ------------- | ------------- | ------------ | ------------- | ------------- |
| Juba  | 4      | 1     | 2     | 1             | 4:6           | −2           | 10. Juli 2012 | 4. Juni 2016  |